# Karyn Parsons

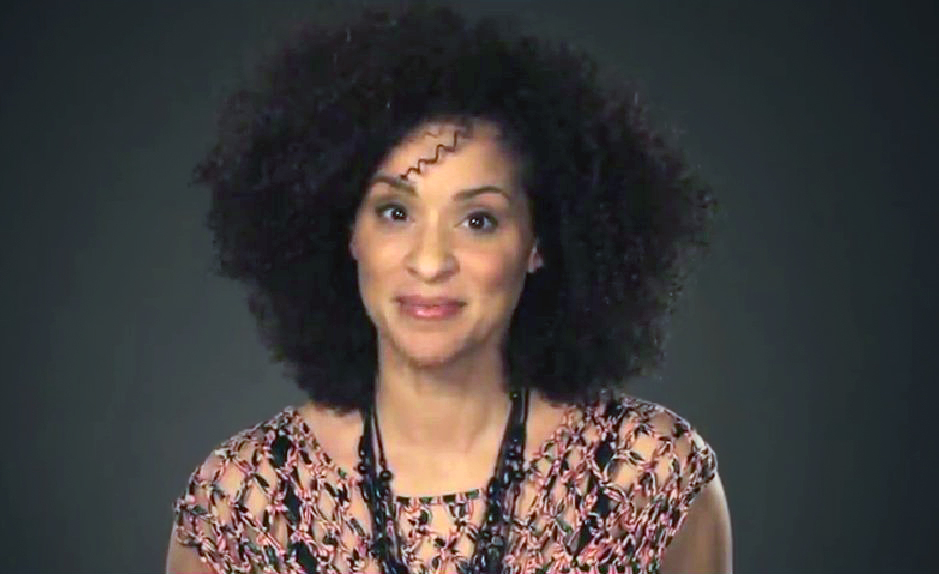
Karyn Parsons, wahrscheinlich in den 1990er-Jahren

Karyn Parsons (* 8. Oktober 1966 in Hollywood, Los Angeles, Kalifornien) ist eine US-amerikanische Schauspielerin.

## Werdegang
Parsons wurde 1966 in Hollywood, Kalifornien geboren. Sie begann bereits mit 13 Jahren zu schauspielern, damals allerdings noch ohne nennenswerten Erfolg. Erst sieben Jahre später, nachdem sie ihren Abschluss an der Santa Monica High School gemacht hatte, erntete sie die erste Aufmerksamkeit für ihre Rolle in zwei Folgen der NBC-Serie The Bronx Zoo. Richtig bekannt wurde sie aber erst durch ihre Rolle als Hilary Banks, die sie von 1990 bis 1996 in der Sitcom Der Prinz von Bel-Air spielte. Auch nach dieser Zeit glänzte sie vor allem durch kleinere Gastrollen in Fernsehserien. Zwischendurch bekam man sie in Filmen wie Auf Kriegsfuß mit Major Payne (1995) oder The Ladies Man (2000) zu sehen.
Bei den Dreharbeiten zum Spielfilm 13 Moons (2002) lernte sie neben Steve Buscemi auch den Regisseur Alexandre Rockwell kennen, den sie 2003 heiratete und mit dem sie zwei Kinder hat.
Parsons ist die Produzentin von Sweet Blackberry, einer Reihe von Animationsfilmen über unbesungene schwarze Helden. Der erste Teil der Serie handelt von Henry Box Brown (ca. 1815–1897), einem Menschen, der aus der Sklaverei entkam, indem er sich in einer Holzkiste an Abolitionisten verschicken ließ.
Parsons hat auch zwei Kinderbücher veröffentlicht. Ihr im Jahr 2019 erschienener Roman How High the Moon basiert lose auf der Lebensgeschichte ihrer – zur Zeit der Jim-Crow-Gesetze in den Südstaaten lebenden – Mutter. Ein Jahr später veröffentlichte sie mit Flying Free eine Bilderbuchbiographie über Bessie Coleman.

## Filmografie (Auswahl)

### Fernsehen
- 1987: The Bronx Zoo, Gastauftritt
- 1988: Hunter, Gastauftritt
- 1990–1996: Der Prinz von Bel-Air (The Fresh Prince of Bel-Air)
- 1992: Blossom, Gastauftritt
- 1996: Lush Life, Gastauftritt
- 1999: Melrose Place, Gastauftritt
- 2001: Der Job (The Job), Gastauftritt

### Kino
- 1992: Class Act
- 1995: Auf Kriegsfuß mit Major Payne (Major Payne)
- 1996: Gullivers Reisen (Gulliver's Travels)
- 2000: The Ladies Man
- 2002: 13 Moons
- 2005: Nobody Wants Your Film
- 2020: Streuner und Banditen (Sweet Thing)

## Buchveröffentlichungen
- 2019: How High the Moon
- 2020: Flying Free